# Pirque
Pirque is een gemeente in de Chileense provincie Cordillera in de regio Región Metropolitana. Pirque telde 26.521 inwoners in 2017 en heeft een oppervlakte van 445 km².

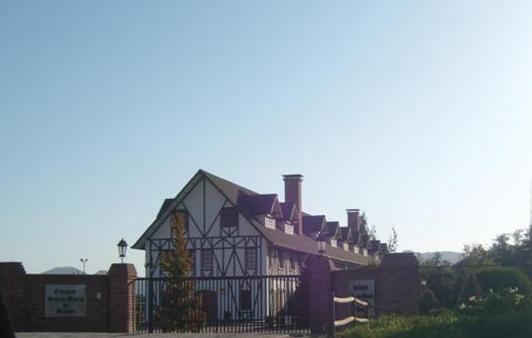
Pirque

- Virtual International Authority File: 148793517
- WorldCat: E39PBJwRXjT6WvttPXjVbHyw4q